# Силва Гомес, Эурелио да
Эурелио да Силва Гомес (порт. Heurelho da Silva Gomes; 15 февраля 1981, Жуан-Пиньейру, Минас-Жерайс, Бразилия) — бразильский футболист, игравший на позиции вратаря.

## Клубная карьера

### Фламенго
Эурелио Гомес начал свою карьеру на родине в Бразилии в клубе «Фламенго», где он за 2 года, в период с 2002 до 2004 года, отыграл 59 игр. После он был замечен нидерландским скаутом Питом де Виссером, и в июле 2004 года Гомес был продан в ПСВ.

### ПСВ
11 августа 2004 года Гомес дебютировал в ПСВ в матче против «Црвены Звезды».

### Тоттенхэм Хотспур
В июне 2008 года Гомес перешёл в лондонский «Тоттенхэм», искавший замену ушедшему Полу Робинсону. Эурелио Гомеса покупал ещё Хуанде Рамос, но при испанце бразильский голкипер не заиграл в полную силу.
Старт своего первого английского сезона Эурелио провалил, как и весь клуб, выдавший худший старт за всю свою историю. Постоянные ошибки Гомеса приводили к поражениям, в результате чего клуб опустился на дно турнирной таблицы АПЛ. После прихода нового главного тренера Гарри Реднаппа, доверявшего Эурелио, бразильский вратарь стал прибавлять от матча к матчу и клуб стал подниматься в турнирной таблице.
В следующем сезоне сезоне-2009/2010 Гомес стал по-настоящему важным игроком команды и одним из лучших вратарей чемпионата. Уже в первом матче сезона с «Ливерпулем» Эурелио совершил множество сейвов и пропустил лишь с пенальти, который сам же и заработал. В матче с «Халл Сити» «Октабус» получил тяжёлую травму, которая оставила его вне игры на несколько матчей чемпионата и Кубка Англии. На место Эурелио встал Карло Кудичини, но заменить Гомеса он не смог. Выздоровев и выйдя на поле, Гомес стал играть ещё лучше. Эурелио сыграл значительную роль в том, что «Тоттенхэм» впервые в своей истории завоевал путевку в Лигу чемпионов. В сезоне 2009—2010 Гомес провёл на поле 31 игру, в которых пропустил 26 мячей.
В сезоне 2010/2011 Эурелио уже в 3-м матче своей команды получил тяжелую травму и выбыл на 2 месяца. Пост номер 1 занял опытный Кудичини, а на скамейку запасных был посажен арендованный у московского «Спартака» Стипе Плетикоса.
В ответном матче 1/4 финала Лиги чемпионов-2010/11 Гомес после несложного удара, который нанёс Криштиану Роналду, не удержал мяч в руках и уронил его в ворота, что окончательно похоронило надежды «Тоттенхэма» пройти в полуфинал.
Гомес подвержен травмам и за все время пребывания в Англии несколько раз выбывал надолго или получал микроповреждения.
23 мая 2014 года было объявлено, что Гомес после шестилетнего пребывания в лондонском клубе покинет «Тоттенхэм» в межсезонье, когда его контракт подойдет к концу. Тем не менее, 33-летний голкипер изъявил желание продолжить свою карьеру в Англии.

### «Хоффенхайм»
31 января 2013 года Гомес отправился в аренду до конца сезона в «Хоффенхайм». В сезоне Гомес редко попадал в заявку «Тоттенхэма». До этого из-за присутствия на «Уайт Харт Лейн» таких вратарей как Уго Льорис и Брэд Фридель клуб уже покинул Карло Кудичини.

### «Уотфорд»
После расставания с «Тоттенхэмом» Эурелио Гомес недолго находился без клуба. 24 мая 2014 года бразильца подписал «Уотфорд», выступающий в Чемпионшипе. Был заключён однолетний контракт, предусматривающий опцию продления договора ещё на 12 месяцев.
16 апреля 2016 года Гомес принес «Уотфорду» тяжелейшую победу в матче против «Вест Бромвич Альбион», отбив в одном матче 2 одиннадцатиметровых удара от Сейдо Берахино, и был признан игроком матча.
30 июня 2019 года продлил контракт на год.

## Международная карьера
Дебютировал за сборную Бразилии в 2003 году. Участник Кубка конфедераций 2005 года. Был включён в качестве резервного вратаря в заявку Бразилии на Чемпионат мира 2010.